# Bang! (jeu vidéo)
Pour les articles homonymes, voir Bang!.
Bang! est un jeu de puzzle sorti en 2008 sur WiiWare. Le jeu a été développé et édité par Engine Software mais a reçu de très mauvaises critiques de la part de la presse spécialisée.
Le but est d'aligner des séries de 3 symboles identiques. Le joueur peut avoir recours à une réserve de symboles s'il est coincé.